# Cuộc đua xe đạp tranh Cúp truyền hình Thành phố Hồ Chí Minh 2016
Cuộc đua xe đạp toàn quốc tranh Cúp truyền hình Thành phố Hồ Chí Minh 2016 là giải đấu lần thứ 28 của Cuộc đua xe đạp toàn quốc tranh Cúp truyền hình Thành phố Hồ Chí Minh do Ban Thể dục - Thể thao, Đài Truyền hình Thành phố Hồ Chí Minh và Tổng cục Thể dục thể thao Việt Nam phối hợp tổ chức, diễn ra từ ngày 10 tháng 4 đến ngày 30 tháng 4 năm 2016. Cuộc đua gồm 19 chặng với tổng lộ trình 2101,5 km, bắt đầu bằng chặng đua vòng quanh hồ Hoàn Kiếm, Hà Nội và kết thúc tại Hội trường Thống Nhất, Thành phố Hồ Chí Minh. Tổng cộng có 13 đội đua trên cả nước tham gia cuộc đua lần này.
Nguyễn Trường Tài của đội Anh văn Hội Việt Mỹ Thành phố Hồ Chí Minh đoạt áo vàng trong cuộc đua lần này, là lần thứ hai liên tiếp anh giành áo vàng tại giải, và có khoảng cách so với người đạt hạng nhì chung cuộc ngắn nhất lịch sử giải (0,62 giây).

## Công bố
| Giải thưởng         | Tiền thưởng      |
| Từng chặng          | Từng chặng       |
| ------------------- | ---------------- |
| Về nhất             | 5.000.000 đồng   |
| Chung cuộc          |                  |
| Áo vàng             | 100.000.000 đồng |
| Áo chấm đỏ          | 40.000.000 đồng  |
| Áo xanh             | 40.000.000 đồng  |
| Áo trắng            | 20.000.000 đồng  |
| Đồng đội chung cuộc | 80.000.000 đồng  |
| Đội phong cách      | 20.000.000 đồng  |

Thông tin về Cuộc đua xe đạp toàn quốc tranh Cúp Truyền hình Thành phố Hồ Chí Minh 2016 được công bố vào ngày 29 tháng 3 năm 2016 trong một cuộc họp báo trước khi khởi tranh giải. Ban tổ chức đã công bố lộ trình cuộc đua với tổng chiều dài 2101,5 km.
Đài Truyền hình Thành phố Hồ Chí Minh cho biết việc tổ chức này nhằm kỷ niệm 41 năm ngày Giải phóng miền Nam - Thống nhất đất nước, 130 năm ngày Quốc tế Lao động và 40 năm ngày thành phố Sài Gòn - Gia Định chính thức mang tên Thành phố Hồ Chí Minh.

## Danh sách tham dự

### Đội đua xe đạp
- Anh văn Hội Việt Mỹ Thành phố Hồ Chí Minh (VUS)
- Mathnasium Thành phố Hồ Chí Minh (MTM)
- Vĩnh Long (VLG)
- Bến Tre (BTR)
- Dogarlic Đồng Tháp (DOG)
- Dược Domesco Đồng Tháp (DDT)
- Gạo Hạt Ngọc Trời An Giang (GAG)
- Bảo vệ thực vật An Giang (BAG)
- Đống Đa Hà Nội (DHN)
- Quân khu 7 (QK7)
- Quân Đội (QDI)
- Cần Thơ (CTH)
- BTV Bình Dương (BBD)

### Vận động viên
| Số đeo | Họ và tên (năm sinh)            | Đội (viết tắt)                                  |
| ------ | ------------------------------- | ----------------------------------------------- |
| 1      | Nguyễn Trường Tài (1988)        | Anh văn Hội Việt Mỹ Thành phố Hồ Chí Minh (VUS) |
| 2      | Lê Văn Duẩn (1987)              | Anh văn Hội Việt Mỹ Thành phố Hồ Chí Minh (VUS) |
| 3      | Mai Nguyễn Hưng (1988)          | Anh văn Hội Việt Mỹ Thành phố Hồ Chí Minh (VUS) |
| 4      | Trần Thanh Nhanh (1993)         | Anh văn Hội Việt Mỹ Thành phố Hồ Chí Minh (VUS) |
| 5      | Trương Nguyễn Thanh Nhân (1986) | Anh văn Hội Việt Mỹ Thành phố Hồ Chí Minh (VUS) |
| 6      | Trần Thanh Điền (1996)          | Anh văn Hội Việt Mỹ Thành phố Hồ Chí Minh (VUS) |
| 11     | Nguyễn Minh Tâm (1989)          | Mathnasium Thành phố Hồ Chí Minh (MTM)          |
| 12     | Nguyễn Cường Khang (1998)       | Mathnasium Thành phố Hồ Chí Minh (MTM)          |
| 13     | Nguyễn Anh Khoa (1999)          | Mathnasium Thành phố Hồ Chí Minh (MTM)          |
| 14     | Phạm Phát Đạt (1994)            | Mathnasium Thành phố Hồ Chí Minh (MTM)          |
| 15     | Lê Nguyệt Minh (1992)           | Mathnasium Thành phố Hồ Chí Minh (MTM)          |
| 16     | Huỳnh Minh Nghĩa (2000)         | Mathnasium Thành phố Hồ Chí Minh (MTM)          |
| 21     | Nguyễn Phạm Quốc Khang (1996)   | Vĩnh Long (VLG)                                 |
| 22     | Nguyễn Duy Khánh (1996)         | Vĩnh Long (VLG)                                 |
| 23     | Võ Thành Tấn (1998)             | Vĩnh Long (VLG)                                 |
| 24     | Nguyễn Hoàng Sang (1993)        | Vĩnh Long (VLG)                                 |
| 25     | Nguyễn Minh Luận (1997)         | Vĩnh Long (VLG)                                 |
| 26     | Hồ Hoàng Sơn (1992)             | Vĩnh Long (VLG)                                 |
| 31     | Nguyễn Quốc Đỉnh (1992)         | Bến Tre (BTR)                                   |
| 32     | Nguyễn Thanh Tuấn (1990)        | Bến Tre (BTR)                                   |
| 33     | Phước Minh Hòa (1996)           | Bến Tre (BTR)                                   |
| 34     | Quách Tịnh Toàn (1990)          | Bến Tre (BTR)                                   |
| 35     | Nguyễn Trúc Xinh (1997)         | Bến Tre (BTR)                                   |
| 36     | Ách Xa Na Qui (1993)            | Bến Tre (BTR)                                   |
| 41     | Trương Nhật Trường (1995)       | Dogarlic Đồng Tháp (DOG)                        |
| 42     | Nguyễn Quốc Bảo (1999)          | Dogarlic Đồng Tháp (DOG)                        |
| 43     | Phạm Minh Nhật (2000)           | Dogarlic Đồng Tháp (DOG)                        |
| 44     | Nguyễn Lâm (2001)               | Dogarlic Đồng Tháp (DOG)                        |
| 45     | Nguyễn Cao Thắng (2001)         | Dogarlic Đồng Tháp (DOG)                        |
| 46     | Lê Quốc Bảo (2000)              | Dogarlic Đồng Tháp (DOG)                        |
| 51     | Đỗ Tuấn Anh (1985)              | Dược Domesco Đồng Tháp (DDT)                    |
| 52     | Trần Nguyễn Minh Trí (1994)     | Dược Domesco Đồng Tháp (DDT)                    |
| 53     | Nguyễn Tấn Hoài (1992)          | Dược Domesco Đồng Tháp (DDT)                    |
| 54     | Nguyễn Vũ Linh (1989)           | Dược Domesco Đồng Tháp (DDT)                    |
| 55     | Nguyễn Hoàng Thái (1988)        | Dược Domesco Đồng Tháp (DDT)                    |
| 56     | Phan Hoàng Thái (1998)          | Dược Domesco Đồng Tháp (DDT)                    |
| 61     | Trịnh Đức Tâm (1992)            | Gạo Hạt Ngọc Trời An Giang (GAG)                |
| 62     | Đỗ Phước Tuấn (1995)            | Gạo Hạt Ngọc Trời An Giang (GAG)                |
| 63     | Hồ Huỳnh Vạn An (1993)          | Gạo Hạt Ngọc Trời An Giang (GAG)                |
| 64     | Nguyễn Thành Tâm (1992)         | Gạo Hạt Ngọc Trời An Giang (GAG)                |
| 65     | Lê Ngọc Sơn (1991)              | Gạo Hạt Ngọc Trời An Giang (GAG)                |
| 66     | Nguyễn Hoàng Giang (1996)       | Gạo Hạt Ngọc Trời An Giang (GAG)                |
| 71     | Hà Thanh Tâm (1996)             | Bảo vệ thực vật An Giang (BAG)                  |
| 72     | Phạm Minh Triết (1996)          | Bảo vệ thực vật An Giang (BAG)                  |
| 73     | Nguyễn Anh Khoa (1995)          | Bảo vệ thực vật An Giang (BAG)                  |
| 74     | Võ Phú Trung (1991)             | Bảo vệ thực vật An Giang (BAG)                  |
| 75     | Trần Quốc Dương (1997)          | Bảo vệ thực vật An Giang (BAG)                  |
| 76     | Lê Quốc Vũ (1996)               | Bảo vệ thực vật An Giang (BAG)                  |
| 81     | Nguyễn Hữu Tiến (1996)          | Đống Đa Hà Nội (DHN)                            |
| 82     | Ngô Văn Phương (1998)           | Đống Đa Hà Nội (DHN)                            |
| 83     | Nguyễn Doãn Đức (1998)          | Đống Đa Hà Nội (DHN)                            |
| 84     | Lường Văn Sinh (1997)           | Đống Đa Hà Nội (DHN)                            |
| 85     | Quàng Văn Cường (1997)          | Đống Đa Hà Nội (DHN)                            |
| 86     | Nguyễn Văn Dương (1997)         | Đống Đa Hà Nội (DHN)                            |
| 91     | Trần Thanh Phú (1987)           | Quân khu 7 (QK7)                                |
| 92     | Huỳnh Thanh Tùng (1996)         | Quân khu 7 (QK7)                                |
| 93     | Trần Nguyễn Duy Nhân (1997)     | Quân khu 7 (QK7)                                |
| 94     | Trần Lê Minh Tuấn (1994)        | Quân khu 7 (QK7)                                |
| 95     | Giang Thanh Tuấn (1990)         | Quân khu 7 (QK7)                                |
| 96     | Trần Đức Tiến (1998)            | Quân khu 7 (QK7)                                |
| 101    | Trần Văn Quyền (1993)           | Quân Đội (QDI)                                  |
| 102    | Ngô Hoàng Nhu (1997)            | Quân Đội (QDI)                                  |
| 103    | Nguyễn Huỳnh Phú Lộc (1994)     | Quân Đội (QDI)                                  |
| 104    | Nguyễn Thế Lực (1999)           | Quân Đội (QDI)                                  |
| 105    | Cao Trung Hiếu (2000)           | Quân Đội (QDI)                                  |
| 106    | Cao Minh Luân (1996)            | Quân Đội (QDI)                                  |
| 111    | Lê Văn Động (1983)              | Cần Thơ (TCT)                                   |
| 112    | Nguyễn Văn Đức (1992)           | Cần Thơ (TCT)                                   |
| 113    | Phan Tuấn Vũ (1997)             | Cần Thơ (TCT)                                   |
| 114    | Sử Phương Toàn (1998)           | Cần Thơ (TCT)                                   |
| 115    | Nguyễn Đắc Thời (2001)          | Cần Thơ (TCT)                                   |
| 116    | Nguyễn Huỳnh Đăng Khoa (1999)   | Cần Thơ (TCT)                                   |
| 121    | Nguyễn Văn Thế (1990)           | BTV Bình Dương (BBD)                            |
| 122    | Lê Hoài Nam (1999)              | BTV Bình Dương (BBD)                            |
| 123    | Hà Văn Sơn (1999)               | BTV Bình Dương (BBD)                            |
| 124    | Nguyễn Minh Việt (1997)         | BTV Bình Dương (BBD)                            |
| 125    | Hà Kiều Tấn Đại (2000)          | BTV Bình Dương (BBD)                            |
| 126    | Nguyễn Dương Hồ Vũ (1999)       | BTV Bình Dương (BBD)                            |

## Lộ trình và kết quả từng chặng
| Chặng | Ngày       | Đoạn đường                                                  | Khoảng cách        | Kết quả từng chặng               | Kết quả từng chặng               | Kết quả từng chặng     |
| Chặng | Ngày       | Đoạn đường                                                  | Khoảng cách        | Nhất                             | Nhì                              | Ba                     |
| ----- | ---------- | ----------------------------------------------------------- | ------------------ | -------------------------------- | -------------------------------- | ---------------------- |
| 1     | 10 tháng 4 | Vòng đua hồ Hoàn Kiếm (Hà Nội) (25 vòng x 1,7 km)           | 42,5 km            | Nguyễn Thành Tâm (GAG)           | Trịnh Đức Tâm (GAG)              | Lê Văn Duẩn (VUS)      |
| 2     | 11 tháng 4 | Hà Nội đi Thanh Hóa                                         | 160 km             | Nguyễn Thành Tâm (GAG)           | Lê Văn Duẩn (VUS)                | Lê Nguyệt Minh (MTM)   |
| 3     | 12 tháng 4 | Thanh Hóa đi Vinh (Nghệ An)                                 | 137 km             | Lê Văn Duẩn (VUS)                | Đỗ Tuấn Anh (DDT)                | Nguyễn Thành Tâm (GAG) |
| 4     | 13 tháng 4 | Vòng đua Quảng trường Hồ Chí Minh (Vinh) (20 vòng x 2,7 km) | 54 km              | Mai Nguyễn Hưng (VUS)            | Huỳnh Thanh Tùng (QK7)           | Lê Ngọc Sơn (GAG)      |
| 5     | 14 tháng 4 | Vinh đi Đồng Hới (Quảng Bình, đèo Ngang)                    | 199 km             | Nguyễn Thành Tâm (GAG)           | Đỗ Tuấn Anh (DDT)                | Lê Văn Duẩn (VUS)      |
| 6     | 15 tháng 4 | Đồng Hới đi Huế                                             | 162 km             | Lê Văn Duẩn (VUS)                | Nguyễn Thành Tâm (GAG)           | Trịnh Đức Tâm (GAG)    |
| —     | 16 tháng 4 | Nghỉ tại Huế                                                | Nghỉ tại Huế       | Nghỉ tại Huế                     | Nghỉ tại Huế                     | Nghỉ tại Huế           |
| 7     | 17 tháng 4 | Vòng đua Trường Tiền - Phú Xuân (Huế) (20 vòng x 2,1 km)    | 42 km              | Lê Văn Duẩn (VUS)                | Nguyễn Thành Tâm (GAG)           | Lê Nguyệt Minh (MTM)   |
| 8     | 18 tháng 4 | Huế đi Đà Nẵng (đèo Phú Gia, Phước Tượng, Hải Vân)          | 109 km             | Huỳnh Thanh Tùng (QK7)           | Nguyễn Minh Việt (BBD)           | Nguyễn Tấn Hoài (DDT)  |
| 9     | 19 tháng 4 | Đà Nẵng đi Quảng Ngãi                                       | 133 km             | Nguyễn Dương Hồ Vũ (BBD)         | Cao Minh Luân (QDI)              | Nguyễn Văn Thế (BBD)   |
| 10    | 20 tháng 4 | Quảng Ngãi đi Quy Nhơn (Bình Định)                          | 179 km             | Lê Văn Duẩn (VUS)                | Mai Nguyễn Hưng (VUS)            | Nguyễn Tấn Hoài (DDT)  |
| 11    | 21 tháng 4 | Vòng đua thành phố Quy Nhơn (25 vòng x 1,8 km)              | 45 km              | Nguyễn Thành Tâm (GAG)           | Huỳnh Thanh Tùng (QK7)           | Lê Văn Duẩn (VUS)      |
| 12    | 22 tháng 4 | Quy Nhơn đi Tuy Hòa (Phú Yên)                               | 116 km             | Huỳnh Thanh Tùng (QK7)           | Nguyễn Tấn Hoài (DDT)            | Nguyễn Minh Luận (VUS) |
| 13    | 23 tháng 4 | Tuy Hòa đi Nha Trang (Khánh Hòa, đèo Cả)                    | 120 km             | Nguyễn Minh Luận (VUS)           | Phan Tuấn Vũ (TCT)               | Nguyễn Thành Tâm (GAG) |
| 14    | 24 tháng 4 | Đua đồng đội tính giờ tại Nha Trang                         | 50 km              | Anh văn Hội Việt Mỹ TP.HCM (VUS) | Gạo Hạt Ngọc Trời An Giang (GAG) | Quân khu 7 (QK7)       |
| —     | 25 tháng 4 | Nghỉ tại Nha Trang                                          | Nghỉ tại Nha Trang | Nghỉ tại Nha Trang               | Nghỉ tại Nha Trang               | Nghỉ tại Nha Trang     |
| 15    | 26 tháng 4 | Nha Trang đi Phan Rang (Ninh Thuận)                         | 97 km              | Trần Nguyễn Duy Nhân (QK7)       | Nguyễn Hoàng Thái (DDT)          | Quàng Văn Cường (DHN)  |
| 16    | 27 tháng 4 | Phan Rang đi Đà Lạt (Lâm Đồng, đèo Ngoạn Mục, Prenn)        | 127 km             | Phan Hoàng Thái (DDT)            | Nguyễn Hoàng Giang (GAG)         | Ngô Văn Phương (DHN)   |
| 17    | 28 tháng 4 | Vòng đua hồ Xuân Hương (Đà Lạt) (10 vòng x 5,1 km)          | 51 km              | Nguyễn Thành Tâm (GAG)           | Lê Văn Duẩn (VUS)                | Nguyễn Tấn Hoài (DDT)  |
| 18    | 29 tháng 4 | Đà Lạt đi Bảo Lộc (Lâm Đồng, đèo Phú Hiệp)                  | 110 km             | Nguyễn Thành Tâm (GAG)           | Lê Văn Duẩn (VUS)                | Lê Ngọc Sơn (GAG)      |
| 19    | 30 tháng 4 | Bảo Lộc đi Thành phố Hồ Chí Minh                            | 168 km             | Quàng Văn Cường (DHN)            | Lê Nguyệt Minh (MTM)             | Lê Văn Động (TCT)      |

### Kết quả màu áo qua các chặng
| Chặng   | - Áo vàng (VĐV xuất sắc) | - Áo xanh (Vua nước rút) | - Áo chấm đỏ (Vua leo núi) | - Áo trắng (VĐV trẻ xuất sắc) | - Thành tích đồng đội |
| ------- | ------------------------ | ------------------------ | -------------------------- | ----------------------------- | --------------------- |
| 1       | Nguyễn Thành Tâm (GAG)   | Nguyễn Thành Tâm (GAG)   | —                          | Huỳnh Thanh Tùng (QK7)        | GAG                   |
| 2       | Nguyễn Thành Tâm (GAG)   | Nguyễn Thành Tâm (GAG)   | —                          | Huỳnh Thanh Tùng (QK7)        | VUS                   |
| 3       | Nguyễn Thành Tâm (GAG)   | Nguyễn Thành Tâm (GAG)   | —                          | Huỳnh Thanh Tùng (QK7)        | VUS                   |
| 4       | Nguyễn Thành Tâm (GAG)   | Nguyễn Thành Tâm (GAG)   | —                          | Huỳnh Thanh Tùng (QK7)        | VUS                   |
| 5       | Nguyễn Thành Tâm (GAG)   | Nguyễn Thành Tâm (GAG)   | Quàng Văn Cường (DHN)      | Huỳnh Thanh Tùng (QK7)        | VUS                   |
| 6       | Nguyễn Thành Tâm (GAG)   | Nguyễn Thành Tâm (GAG)   | Quàng Văn Cường (DHN)      | Huỳnh Thanh Tùng (QK7)        | VUS                   |
| 7       | Nguyễn Thành Tâm (GAG)   | Nguyễn Thành Tâm (GAG)   | Quàng Văn Cường (DHN)      | Huỳnh Thanh Tùng (QK7)        | VUS                   |
| 8       | Nguyễn Thành Tâm (GAG)   | Nguyễn Thành Tâm (GAG)   | Nguyễn Thành Tâm (GAG)     | Huỳnh Thanh Tùng (QK7)        | VUS                   |
| 9       | Nguyễn Thành Tâm (GAG)   | Nguyễn Thành Tâm (GAG)   | Nguyễn Thành Tâm (GAG)     | Huỳnh Thanh Tùng (QK7)        | VUS                   |
| 10      | Nguyễn Thành Tâm (GAG)   | Nguyễn Thành Tâm (GAG)   | Nguyễn Thành Tâm (GAG)     | Huỳnh Thanh Tùng (QK7)        | VUS                   |
| 11      | Nguyễn Thành Tâm (GAG)   | Nguyễn Thành Tâm (GAG)   | Nguyễn Thành Tâm (GAG)     | Huỳnh Thanh Tùng (QK7)        | GAG                   |
| 12      | Huỳnh Thanh Tùng (QK7)   | Nguyễn Thành Tâm (GAG)   | Nguyễn Thành Tâm (GAG)     | Huỳnh Thanh Tùng (QK7)        | GAG                   |
| 13      | Huỳnh Thanh Tùng (QK7)   | Nguyễn Thành Tâm (GAG)   | Nguyễn Thành Tâm (GAG)     | Huỳnh Thanh Tùng (QK7)        | VUS                   |
| 14      | Nguyễn Trường Tài (VUS)  | Nguyễn Thành Tâm (GAG)   | Nguyễn Thành Tâm (GAG)     | Huỳnh Thanh Tùng (QK7)        | VUS                   |
| 15      | Nguyễn Trường Tài (VUS)  | Nguyễn Thành Tâm (GAG)   | Nguyễn Thành Tâm (GAG)     | Huỳnh Thanh Tùng (QK7)        | GAG                   |
| 16      | Nguyễn Trường Tài (VUS)  | Nguyễn Thành Tâm (GAG)   | Nguyễn Tấn Hoài (DDT)      | Huỳnh Thanh Tùng (QK7)        | GAG                   |
| 17      | Nguyễn Trường Tài (VUS)  | Nguyễn Thành Tâm (GAG)   | Nguyễn Tấn Hoài (DDT)      | Huỳnh Thanh Tùng (QK7)        | GAG                   |
| 18      | Nguyễn Trường Tài (VUS)  | Nguyễn Thành Tâm (GAG)   | Nguyễn Tấn Hoài (DDT)      | Huỳnh Thanh Tùng (QK7)        | GAG                   |
| 19      | Nguyễn Trường Tài (VUS)  | Nguyễn Thành Tâm (GAG)   | Nguyễn Tấn Hoài (DDT)      | Huỳnh Thanh Tùng (QK7)        | GAG                   |
| Kết quả | Nguyễn Trường Tài (VUS)  | Nguyễn Thành Tâm (GAG)   | Nguyễn Tấn Hoài (DDT)      | Huỳnh Thanh Tùng (QK7)        | GAG                   |

## Xếp hạng chung cuộc
|                 | Nhất                       | Nhì                        | Ba                         | Tham khảo |
| --------------- | -------------------------- | -------------------------- | -------------------------- | --------- |
| Áo vàng         | Nguyễn Trường Tài (VUS)    | Huỳnh Thanh Tùng (QK7)     | Lê Ngọc Sơn (GAG)          | [ 2 ]     |
| Áo chấm đỏ      | Nguyễn Tấn Hoài (DDT)      | Phan Tuấn Vũ (TCT)         | Phan Hoàng Thái (DDT)      | [ 2 ]     |
| Áo xanh         | Nguyễn Thành Tâm (GAG)     | Lê Văn Duẩn (VUS)          | Huỳnh Thanh Tùng (QK7)     | [ 2 ]     |
| Áo trắng        | Huỳnh Thanh Tùng (QK7)     | Phan Hoàng Thái (DDT)      | Trần Thanh Điền (VUS)      | [ 2 ]     |
| Giải đồng đội   | Gạo Hạt Ngọc Trời An Giang | Quân khu 7                 | Anh văn Hội Việt Mỹ TP.HCM | [ 2 ]     |
| Giải phong cách | Gạo Hạt Ngọc Trời An Giang | Gạo Hạt Ngọc Trời An Giang | Gạo Hạt Ngọc Trời An Giang | [ 2 ]     |

## Truyền hình
Các chặng đua được truyền hình trực tiếp trên kênh HTV9 và HTV Thể Thao.

## Nhà tài trợ
- Tôn Đông Á (tài trợ độc quyền)